# Sabine Bode
Sabine Bode (1947.), njemačka novinarka i spisateljica. Rođena 1947., bila je urednica u dnevnim novinama Kölner Stadt-Anzeiger. Od 1977. živi u Kölnu, gdje radi kao slobodna novinarka i spisateljica. Uglavnom radi za redakcije za kulturu na radiju WDR i radiju NDR. Posljednja knjiga koju je autorica objavila je Die deutsche Krankheit-German Angst (Njemačka bolest-German Angst). Istaknuto joj je djelo Zaboravljena generacija.